# Ямаока Тэссю
Ямаока Тэссю (яп. 山岡 鉄舟 Ямаока Тэссю:, 10 июня 1836 — 19 июля 1888), известный также как Оно Тэцутаро или Ямаока Тэцутаро — самурай периода Бакумацу, который сыграл важную роль в Реставрации Мэйдзи. Он также известен как основатель школы фехтования на мечах Итто Сёдэн Муто-рю.

## Биография
Ямаока родился в Эдо (ныне — Токио) с именем Оно Тэцутаро. Его отец был слугой Сёгуната Токугавы[неизвестный термин], а мать была дочерью священника Синто в Храме Касима. Ямаока занимался фехтованием на мечах с девяти лет, начав с традиции Дзикисинкагэ-рю, а затем обучался боевому искусству Хокусин Итто-рю. Позже его семья переехала в Такаяму, где он начал заниматься стилем фехтования Оно-ха Итто-рю. Когда ему исполнилось 17 лет, он возвратился в Эдо и поступил в правительственный военный институт Кобукан и в Школу Фехтования на Копьях имени Ямаока, которую возглавлял Ямаока Сэйдзан. Вскоре, после того как Ямаока пришел в эту школу, Сэйдзан умер, Ямаока женился на его сестре, чтобы продолжить имя Ямаока. С ранних лет Ямаока показывал преданность и талант боевым искусствам. По мере своего развития он прославился своим искусством фехтования на мечах, каллиграфией, любовью к выпивке и сну.
В 1856 году он стал инструктором-наблюдателем по фехтованию на мечах в Кобукан. В 1863 году он стал надзирателем Рошигуми (военные силы ронинов, или самураев без своего покровителя, которые служили дополнительной наёмной силой для армии Сёгуната). В 1868 году его назначили начальником Сэйейтай, элитный телохранитель 15-го Сёгуна Токугавы Ёсинобу. Он уехал в Сунпу (ныне Сидзуока) на переговоры с Сайго Такамори и провёл встречу Сайго с Кацу Кайсю, таким образом сдав Замок Эдо имперским силам. После Реставрации Мэйдзи он стал служащим в районе Сидзуока, затем получил краткосрочную должность губернатора в Префектуре Имари. Позже он служил при дворе Императора Мэйдзи как камергер и близкий советник. Ямаока умер в возрасте 53-х лет 19 июля 1888 года от рака желудка. Перед своей смертью, как утверждают, он сначала написал предсмертное стихотворение, затем сел, приняв официальную позу и, закрыв глаза, погрузился в смерть.

## Просветление
Ямаока в своих поисках высшего мастерства в искусстве меча пришёл к идее слияния боевого искусства и дзэн-буддизма — об этом свидетельствует само название школы («муто» означает «без меча», что не может не напомнить знаменитое дзэнское выражение «мусин» — «без сознания», «отсутствие сознания»), равно как название его додзё — «Сюмпукан» — «Зал весеннего ветра», позаимствованное из стихотворения дзэнского мастера XIII века Букко Кокуси.
В молодости Ямаока Тэссю прошёл весьма суровую тренировку в додзё одного из лучших мастеров кэн-дзюцу Тибы Сюсаку. Тэссю не знал поражений, пока не столкнулся в бою с мастером Асари Гимэем. Ямаока напал первым, яростно нанося удары изо всех сил, но на его противника весь этот взрыв агрессии не произвёл никакого впечатления, тот даже не изменился в лице. В этой схватке Тэссю потерпел первое в своей жизни поражение, однако не обиделся — просто противник оказался мастером куда более высокого полёта.
Чтобы достичь такого же уровня мастерства, Тэссю стал учеником Асари. В то время ему было 28 лет. Занимаясь под руководством нового учителя, Ямаока всё более убеждался в его силе. Асари было невозможно заставить отступить, навязать ему оборонительную тактику. Тело его было подобно скале, а устрашающий взгляд словно отпечатывался в умах противников.
Одним из важнейших методов достижения прорыва (подготовленного многолетними тренировками по особой методике) в познание истины бытия и является хякунин-кумите.
Асари просто подавлял его дух, даже когда Ямаока закрывал глаза, его внутреннему взору являлись неустрашимое лицо наставника и его разящий меч, от которого нет спасения. Ямаока долго безуспешно боролся с собой в поисках такого состояния сознания, которое бы позволило ему не сломаться под тяжёлым взглядом наставника. В поисках разрешения этой проблемы он обратился за помощью к известному дзэнскому мастеру Тэкисую из монастыря Тэнрю-дзи, что в Киото.
Тэкисуй предложил ему коан, который должен был привести к искомому озарению. Этот коан представлял собой коротенькое стихотворение в пять строчек:

Когда встречаются два сверкающих меча,

Некуда бежать.

Двигайся спокойно, подобно цветку лотоса,

Расцветшему посреди ревущего пламени,

И изо всех сил пронзай Небеса!

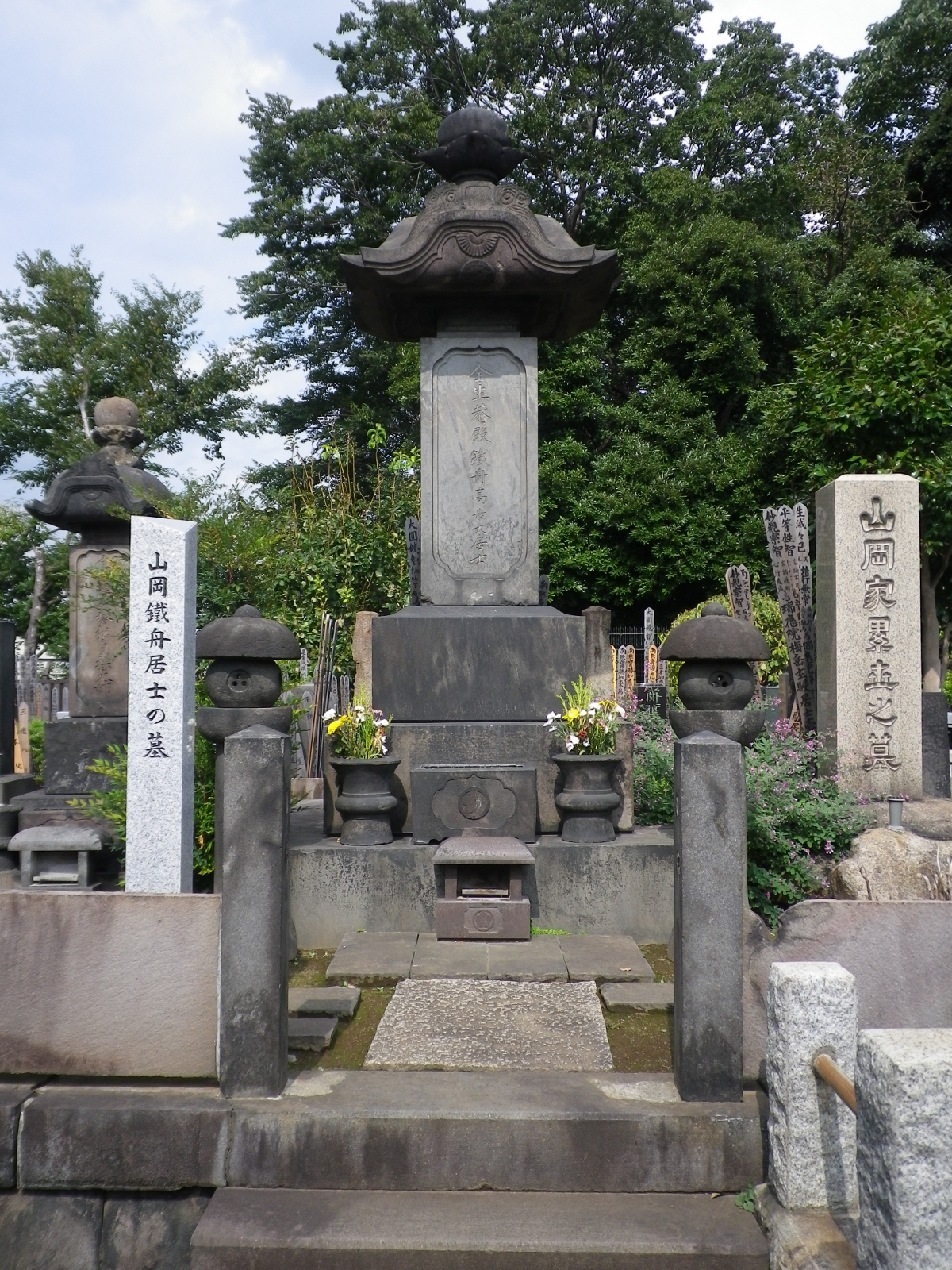
Гробница Ямаоки Тэссю

Многие годы Ямаока не мог постичь сущность этого коана. Но однажды, когда ему уже минуло 45, во время сидячей медитации значение стихотворения монаха вдруг открылось ему, и он испытал озарение. Тэссю на мгновение утратил чувство времени и пространства, а угрожающий меч Асари исчез из его памяти.
На следующий день Ямаока отправился к учителю, чтобы в поединке с ним проверить действенность своего нового состояния сознания. Но едва они скрестили мечи, Асари Гимэй неожиданно опустил свой боккэн и сказал: «Ты достиг нужного состояния!» После этого он объявил Тэссю своим преемником на посту главного мастера школы Наканиси-ха Итто-рю.
Ямаока основательно изучал искусство Кендо до утра 30 марта 1880 года, когда в возрасте 45 лет он получил просветление во время медитации. С этого момента Ямаока работал для развития додзё в собственном стиле боя, известного как «без-меча» — момента, когда самурай осознаёт, что врага не существует и что чистота стиля — это всё, что нужно. Ямаока Тэссю знаменит своими изумительными произведениями в стиле Дзен-искусства, которых он за свою жизнь, по подсчётам, создал около 1 миллиона.